# Chodovská Huť
Chodovská Huť (in tedesco Kuttenplaner Schmelzthal o Chodovský Šmelctál) è una frazione di Tři Sekery, comune ceco del distretto di Cheb, nella regione di Karlovy Vary.

## Geografia fisica
Il paese si trova a 3 km a sud di Tři Sekery. Nel villaggio sono state registrate 107 abitazioni, nelle quali vivono 89 persone.
Si estende su una superficie di 1238,42 ha (equivalenti a circa 12,38 km²), ma il villaggio comprende anche il territorio di Plánská Huť, (194,6 ha, ovvero 1,95 km²).
Altri comuni limitrofi sono Tachovská Huť, Velké Krásné, Malé Krásné, Malá Hleďsebe, Sekerské Chalupy e Jedlová a nord, Skelné Hutě, Horní Ves, Drmoul, Zadní Chodov e Trstěnice ad est e Broumov, Nový Haimhausen, Jalový Dvŭr e Svatý Kříž a sud.